# Norrlandsfonden
Norrlandsfonden är en svensk stiftelse med uppgift att främja utvecklingen i tillverkande och tjänsteproducerande företag som vill växa i de fem nordligaste länen i Sverige. Detta genom i första hand bedriva marknadskompletterade låneverksamhet i samverkan med exempelvis banker och riskkapitalbolag. Den årliga utlåningen är på cirka 300 miljoner kronor. Norrlandsfonden har även bidragit till den näringspolitiska infrastrukturen i Norrland genom bildandet av metallforskningsinstitutet Mefos samt regionala riskkapitalbolag (Uminova i Umeå, Lunova i Luleå).
Norrlandsfonden etablerades 1961 och ursprungskapitalet kommer från statligt ägda LKAB. Under 1960-talet avsattes medel för att bygga upp ett regionalt näringsliv utöver gruvnäringen. Sedan dess har statliga tillskott gjorts vid ett antal tillfällen (senast 1994). Verksamheten har ett eget kapital omfattande ca 1 miljard kronor och har Sveriges regering som huvudman (utser styrelse och revisor).
Fondens huvudkontor ligger i Luleå, ett mindre kontor finns i Sundsvall.